# Kathara Deftera

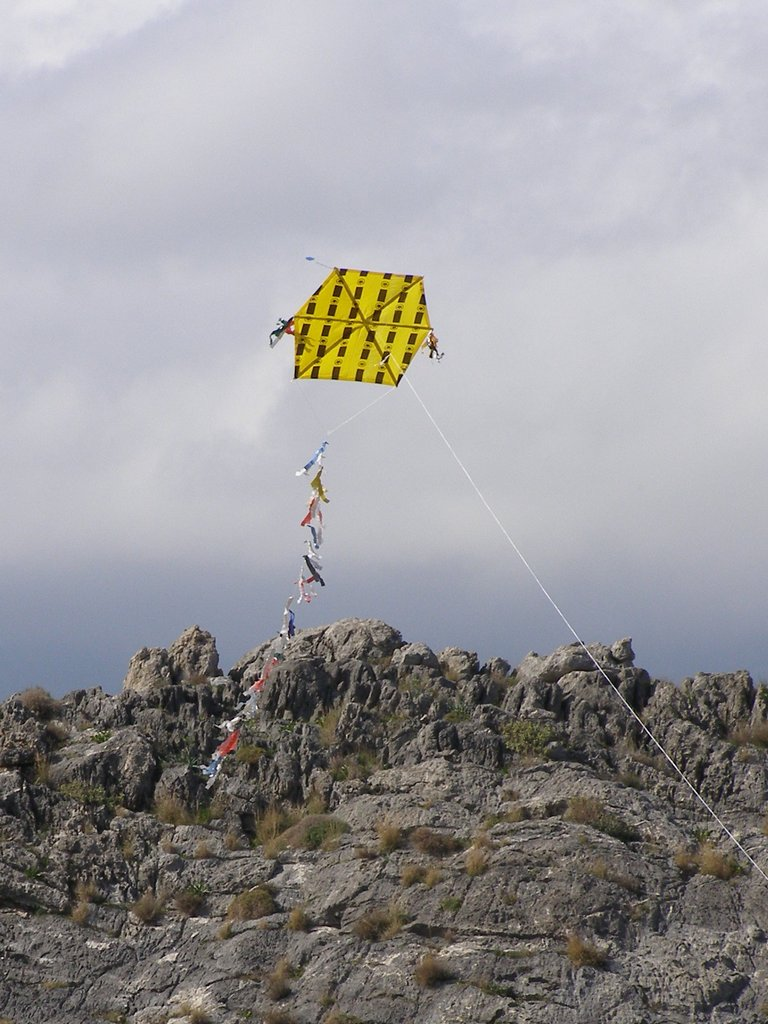
Ein typischer sechseckiger Papierdrachen an Kathari Deftera

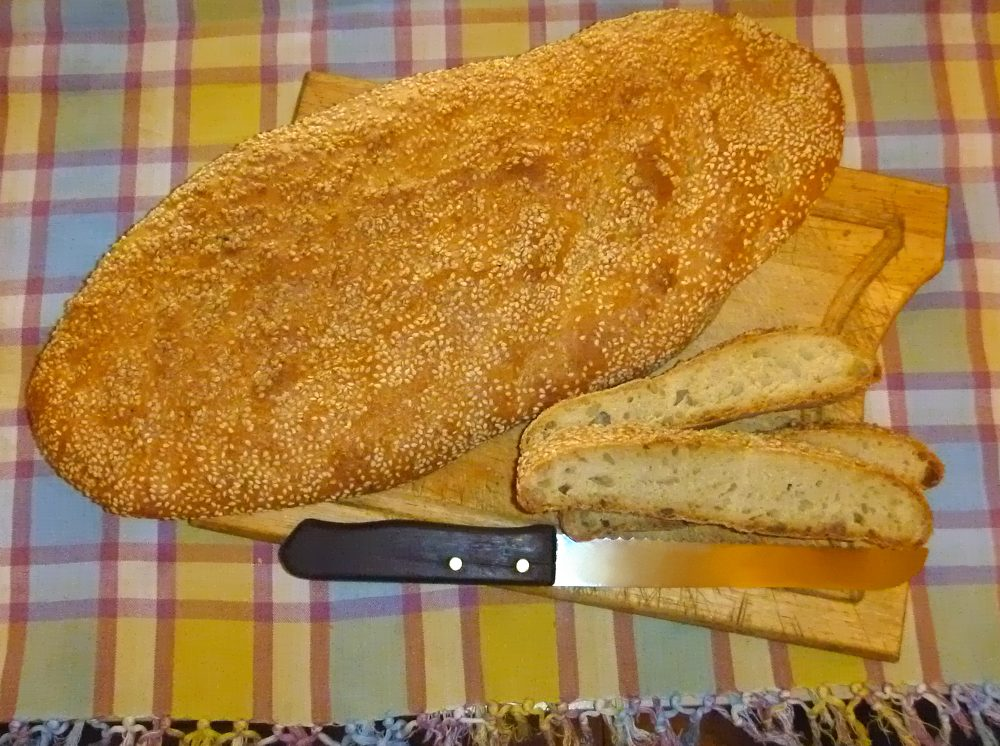
Lagana (λαγάνα) wird nur an Kathara Deftera gebacken

Kathara Deftera oder Kathari Deftera (mittelgriechisch Καθαρά Δευτέρα, neugriechisch Καθαρή Δευτέρα ‚Der reine Montag‘) ist die griechische Bezeichnung für den 48. Tag vor dem orthodoxen Ostersonntag und markiert den Beginn der vierzigtägigen vorösterlichen Fastenzeit (σαρακοστή sarakosti) und gleichzeitig das Ende der orthodoxen Karnevalszeit (απόκριες apokries). Die Bezeichnung beruht auf dem angestrebten Sinn der Fastenzeit, orthodoxe Christen seelisch und körperlich zu "reinigen" und auf das Osterfest vorzubereiten. Der erste Fastentag, das Äquivalent von Aschermittwoch in anderen christlichen Religionen, ist in Griechenland ein offizieller Feiertag, Schulen und Geschäfte bleiben geschlossen. Von kirchlicher Seite sind alle Arbeiten untersagt, außer dem Reinigen der Küchengeräte von Resten fleischlicher Mahlzeiten. Verzehrt werden dürfen lediglich pflanzliche Produkte sowie Meeresfrüchte, aber keine Eier oder Milchprodukte, wie auch kein Öl, das während der Fastenzeit nur samstags und sonntags (außer am Karsamstag) zugelassen ist. Die Dauer des Fastens vor Ostern entspricht der biblischen Angabe von vierzig Tagen, welche Jesus Christus in der Wüste verbracht haben soll.
Heute wird Kathari Deftera üblicherweise gefeiert, indem die griechischen Familien entweder zum fleischlosen Essen ausgehen oder aber – besonders bei Familien mit Kindern – ein Picknick im Freien machen, bei dem Papierdrachen geflogen werden. Dabei gilt es, den Drachen (χαρταετός chartaetos, deutsch ‚Papieradler‘) möglichst hoch aufsteigen zu lassen, was Glück für das kommende Jahr versprechen soll. Kathari Deftera wird traditionellerweise bevorzugt im Freien gefeiert, der Tag symbolisiert außerhalb der christlichen Bedeutung auch das Ende des Winters und den Beginn des neuen Jahres.